# زنون گلاک
زنون گلاک (به ارمنی: Զենոբ Գլակ) مورخ ارمنی بود. این مورخ متعلق به سده چهارم میلادی بود. وی در آغاز در گلاک سوریه می‌زیست، اما از آنجا به کاپادوکیه مهاجرت کرد. آثار او به سُریانی نوشته شده و ارامنه او را از تاریخ‌نگاران ملی خود به شمار می‌آورند. تالیفات وی به «تاریخ تارون» مشهور است.